# Санта-Чезареа-Терме
Санта-Чезареа-Терме (італ. Santa Cesarea Terme, сиц. Cisarea) — муніципалітет в Італії, у регіоні Апулія, провінція Лечче.
Санта-Чезареа-Терме розташована на відстані близько 550 км на схід від Рима, 185 км на південний схід від Барі, 45 км на південний схід від Лечче.
Населення — 3018 осіб (2014).
Щорічний фестиваль відбувається 12 вересня. Покровитель — Santa Cesarea.

## Демографія
Населення за роками:

Станом на 1 січня 2023 року в муніципалітеті офіційно проживало 136 іноземців з 28 країн, серед них 49 громадян країн Євросоюзу та 1 громадянин України.

## Сусідні муніципалітети
- Кастро
- Мінервіно-ді-Лечче
- Ортелле
- Отранто
- Поджардо
- Уджано-ла-К'єза